# Reserva natural de Dongzhaigang
La Reserva natural de Dongzhaigang, también conocida como Reserva natural nacional de manglares del puerto de  Dongzhai, se encuentra al nordeste de la isla de Hainan, en el puerto de Dongzhai, en el distrito de Meilan, en China, a unos 20 km al este de la ciudad de Haikou. La reserva ocupa unos 25 km2  e incluye seis ríos. La línea costera, de unos 50 km de longitud, es muy irregular e incluye diversas bahías y zonas mareales. El sur es muy propicio para las aves y es sitio Ramsar. Una parte de 2500 ha está en lista de espera para ser declarada Patrimonio de la Humanidad.
Hay 36 especies de mangle y 19 familias. La reserva también alberga alrededor de 214 especies de aves, 115 especies de moluscos, 160 especies de peces, así como camarones, cangrejos y varios crustáceos. Numerosas especies de aves acuáticas pasan el invierno en esta reserva, incluidas aves migratorias procedentes de Australia.
Esta reserva también es conocida como el paraíso de las aves. Alberga unas 159 especies de aves, incluidas muchas aves migratorias raras. Durante el invierno, que es la mejor temporada para la observación de aves, se pueden ver decenas de miles de aves. Debido al alimento que proporcionan los manglares, los animales marinos prefieren hacer la crianza en su interior. Además, se encuentran en abundancia pescados, camarones y mariscos. Las mareas varían según la temporada, pero cuando está alta, se pueden realizar paseos en bote, que serpentean dentro y fuera de los manglares y luego a la pequeña isla cercana, llena de piñas.

## Características
El suelo rojo proviene del basalto degradado y el suelo salinizado se encuentra debajo del bosque de manglar con un valor de PH que oscila entre 3.78 y 8.17. El suelo de la capa profunda está formado por arenas finas y lodo blando. Hay seis ríos en la reserva: Malinggou, Yangzhouhe, Yangfenghe, Xihe, Sanjianghe y Taolanxi. Además, todavía quedan algunos cursos fluviales que desembocan directamente en el mar. Durante la temporada de lluvias, el fuerte viento y las lluvias torrenciales provocadas por el violento tifón arrastran una gran cantidad de arena fina y partículas orgánicas a los puertos, lo que da lugar a pantanos seguidos de acumulación de limo. Gracias a las aguas poco profundas, el viento suave y las olas tranquilas es adecuado para el crecimiento de los bosques de manglares. Dado que se encuentra en la zona de clima monzónico, la temperatura media anual es de 23,8 oC con 28,4 oC en julio y 17,1 oC en enero. La precipitación anual es de 1.700 mm. La temperatura del agua del mar varía de 32,6 oC a 14,8 oC, con un promedio de 24.5 oC.

## Patrimonio de la Humanidad
Desde al año 1996, la reserva del puerto natural de Dongzhai está en la lista de aspirantes a patrimonio de la Humanidad.

## Sitio Ramsar de Dongzhaigang
En 1992, una zona de 54 km2 en el bosque de manglares de declaró sitio Ramsar (19°58′N 110°34′E).